# Моївка
Мо́ївка — село в Україні, у Бабчинецькій сільській громаді Могилів-Подільського району Вінницької області. Населення становить 1910 осіб.

## Географія
В селі протікає річка Бушанка. Також біля села бере початок річка Безіменна, права притока Тростянця.
У селі знаходиться ландшафтний заказник місцевого значення Моївський сад-парк.
Неподалік від села знаходяться ботанічні пам'ятки природи місцевого значення Віковий дуб та Могутні дуби.

## Історія
7 (20) листопада 1917 року, відповідно до Третього Універсалу Української Центральної Ради, увійшло до складу Української Народної Республіки.
У 2007 році відновлено роботу цукрового заводу, що забруднює річку Бушанку.
12 червня 2020 року, відповідно до Розпорядження Кабінету Міністрів України № 707-р «Про визначення адміністративних центрів та затвердження територій територіальних громад Вінницької області» увійшло до складу Бабчинецької сільської громади.
19 липня 2020 року, в результаті адміністративно-територіальної реформи та ліквідації Чернівецького району, село увійшло до складу новоутвореного Могилів-Подільського району.

## Відомі люди
- Анастасія Вергелес — українська співачка, акторка, модель, телеведуча, автор пісень;
- Янченко Микола — співак, Народний артист України;
- Владислав Хоменський — легкоатлет, чемпіон України;
- Казимир Северинович Малевич — художник-авангардист, жив у селі, навчався в школі.
- Ніна Гнатюк — поетеса, закінчила Моївську школу, в поетичному надбанні є присв'ячений вірш селу Моївка